# DEFCON

I cinque livelli DEFCON

Il termine DEFCON (acronimo per indicare la locuzione dell'inglese DEFense readiness CONdition, in italiano "condizione di prontezza difensiva") indica lo stato di allerta delle forze armate degli Stati Uniti d'America. Sono previsti cinque gradi di allerta, che passano da DEFCON 5, il livello più basso, a DEFCON 1, indicante una guerra nucleare imminente o già in corso.
Il sistema DEFCON è stato sviluppato dallo Stato maggiore congiunto e dagli Unified Combatant Command statunitensi.

## Storia
Il Comando di Difesa Aerea del Nord America o NORAD (North American Aerospacial Defense Command) è situato sotto al Monte Cheyenne, vicino a Colorado Springs. Esistono altri comandi decentrati, uno dei quali è situato anche sull'aereo del Presidente degli Stati Uniti, l'Air Force One.
Dalla fine della guerra fredda, in cui gli Stati Uniti erano contrapposti all'Unione Sovietica, questi comandi operano più che altro per controllare lo spazio dalla caduta di rottami spaziali, in collaborazione con i comandi russi. Le dislocazioni sono coperte da segreto militare, quindi si suppone che esista, oltre che un comando terrestre e aereo, anche un comando navale, organizzato sui sommergibili atomici e sulle portaerei statunitensi.
Dopo la creazione del NORAD, il comando utilizzò diversi livelli di prontezza (normale, aumentato, massimo) suddivisi in otto condizioni; ad esempio, il livello di "Massima Prontezza" aveva due condizioni: "Air Defense Readiness" e "Air Defense Emergency". Nell'ottobre 1959, il capo dello stato maggiore congiunto statunitense, il generale Nathan F. Twining, annunciò che "il Canada e gli Stati Uniti avevano firmato un accordo per aumentare la prontezza operativa delle forze NORAD durante i periodi di tensione internazionale". Dopo l'entrata in vigore dell'accordo, il 2 ottobre 1959, venne definito il sistema DEFCON a novembre 1959 per lo Unified Combatant Command. Il sistema DEFCON iniziale aveva uno stato "Alpha" e "Bravo" (in condizioni DEFCON 3) e Charlie e Delta sotto DEFCON 4, più un livello di "emergenza" superiore a DEFCON 1 con due condizioni: "Defense Emergency", e la più alta, "Air Defense Emergency" ("Hot Box" e "Big Noise" nelle esercitazioni).

### DEFCON 2

#### Crisi dei missili di Cuba

Il più alto livello di DEFCON che si sappia sia mai stato raggiunto

II più alto livello di allerta militare che si sa con certezza essere stato raggiunto a oggi è DEFCON 2, dichiarato pubblicamente in una sola occasione, nell'ottobre 1962, durante l'amministrazione del Presidente John F. Kennedy, quando si ebbe la crisi dei missili di Cuba. La costruzione di rampe missilistiche sovietiche sul territorio cubano e la notizia dell'imminente arrivo di missili a testata nucleare sull'isola di Cuba mettevano gravemente a repentaglio la sicurezza sul territorio degli Stati Uniti, per la vicinanza e la rapidità con la quale un eventuale attacco sovietico avrebbe potuto essere portato contro il Paese.
La decisione dell'amministrazione cubana, guidata da Fidel Castro, di impiantare questi missili nucleari nell'isola di Cuba era motivata dai rapporti tesi con gli Stati Uniti d'America: l'amministrazione Kennedy e i consiglieri militari del servizio segreto nel 1961 avevano attuato un'operazione coperta dal segreto, per un'invasione armata dell'isola di Cuba da parte di fuoriusciti cubani ospitati negli Stati Uniti, che però fu respinta nella baia dei Porci perché, nel momento cruciale, Kennedy rifiutò di intervenire ufficialmente nelle operazioni autorizzando i bombardamenti aerei. La situazione si era già fatta tesa nel 1960, in seguito all'installazione di missili a testata nucleare puntati contro Mosca da parte degli Stati Uniti sul territorio turco e su quello italiano, operazione a cui l'Unione Sovietica rispose con l'installazione di missili sul territorio cubano.
La costruzione di rampe di lancio di missili nucleari sull'isola era destabilizzante perché, a causa della vicinanza dell'isola al territorio statunitense, alterava di parecchio gli equilibri strategici tra le due superpotenze: l'Unione Sovietica, che all'epoca disponeva di una quarantina di missili intercontinentali, avrebbe raddoppiato il numero di vettori con cui poter bombardare direttamente il territorio statunitense.
Gli Stati Uniti replicarono il 22 ottobre istituendo il blocco navale a Cuba (venne stabilita una linea cosiddetta di "quarantena" attorno all'isola), per impedire il passaggio alle navi sovietiche con il materiale per continuare l'installazione delle basi missilistiche; Kennedy tenne un discorso alla Nazione in cui avvisò tutto il mondo che aveva portato il DEFCON a 2 e si sarebbe reso pronto a una dichiarazione di guerra contro l'Unione Sovietica, con inizio immediato dei combattimenti, qualora le navi sovietiche che trasportavano i missili avessero tentato di forzare il blocco.
Questa decisione lasciò tutto il mondo con il fiato sospeso, perché per la prima volta avrebbe potuto scatenarsi una guerra nucleare. Il 24 ottobre, l'amministrazione sovietica di Chruščёv e dei suoi consiglieri militari decise di ordinare alle navi sovietiche di non forzare il blocco. Il 27 ottobre venne raggiunto un accordo fra Kennedy e l'ambasciatore sovietico a Washington Anatolij Dobrynin per la rinuncia alle installazioni missilistiche a Cuba, in cambio dello smantellamento delle rampe di lancio statunitensi in Turchia e Italia e della garanzia di non intervento contro Cuba.

### DEFCON 3

#### Guerra del Kippur
Il 6 ottobre 1973 le forze egiziane e siriane attaccarono a sorpresa Israele iniziando la guerra del Kippur. Dopo alcune sconfitte iniziali, Israele riuscì a contrattaccare, attraversando il canale di Suez il 16 ottobre e mettendo in difficoltà le truppe egiziane nel Sinai. Il 22 ottobre 1973 le due superpotenze riuscirono a concordare un "cessate il fuoco", che tuttavia inizialmente non venne rispettato da Israele e i mezzi corazzati dello Stato ebraico continuarono ad avanzare verso Suez. A questo punto l'Unione Sovietica intervenne con un minaccioso messaggio al Presidente statunitense Richard Nixon, richiedendo un suo intervento su Israele per costringerlo a interrompere le operazioni; contemporaneamente i sovietici sembrarono decisi a intervenire direttamente e unilateralmente nella guerra e presero alcune misure militari, compresa la preparazione delle divisioni aviotrasportate e il rafforzamento della flotta nel mar Mediterraneo. Nixon e il Segretario di Stato Henry Kissinger decisero di esercitare pressioni su Israele ma contemporaneamente presero a loro volta misure militari; il 25 ottobre venne annunciato che le forze armate americane erano passate a DEFCON 3, lo Strategic Air Command venne messo in stato di allarme, alcune portaerei si diressero nel Mediterraneo e venne attivata la 82. Divisione aviotrasportata.
Kissinger fortunatamente riuscì rapidamente a concordare un nuovo "cessate il fuoco" e il 27 ottobre ci furono i primi incontri tra egiziani e israeliani per concordare una tregua, ma già il 26 ottobre le forze strategiche (CINCSAC e CINCONAD) erano tornate allo stato DEFCON normale. Il 31 ottobre le forze americane stanziate in Europa (con l'eccezione della 6ª flotta) cessarono lo stato DEFCON 3 e il 17 novembre anche la 6ª flotta tornò allo stato normale.

#### Guerra del Golfo
DEFCON 3 è stato raggiunto nel 1991, in occasione della guerra del Golfo, durante l'amministrazione del Presidente George H. W. Bush.

#### Attentati dell'11 settembre 2001
La terza volta che gli Stati Uniti hanno dichiaratamente raggiunto DEFCON 3 è stato in occasione degli attentati terroristici dell'11 settembre 2001. Donald Rumsfeld, segretario alla difesa dell'amministrazione del Presidente G. W. Bush, annunciò di aver disposto una situazione di DEFCON 3 e di essere pronto al passaggio a DEFCON 2, cosa che poi non accadde.

## Caratteristiche
Esistono cinque gradi di prontezza operativa, o in altre parole, di stato di allerta, per tutte le organizzazioni militari degli Stati Uniti d'America e il passaggio da DEFCON 5 (il meno critico) a DEFCON 1 (il più critico) riflette il variare della situazione militare degli Stati Uniti.
Gli stati DEFCON sono un sottoinsieme dei LERTCON, i livelli di allarme utilizzati negli USA e che includono Emergency Conditions o (EMERGCON). I DEFCON non devono essere confusi con gli stati di allerta codificati da sistemi simili in utilizzo con le forze armate americane quali le Force Protection Condition o (FPCON), o gli stati Readiness Conditions (REDCONS) e Watch Conditions (WATCHCON), o ancora l'Homeland Security Advisory System utilizzato dall'United States Department of Homeland Security.

## Gradi DEFCON

### DEFCON 5
Allarme Blu: tempo di pace. Misure di sicurezza e Servizi Segreti mantenuti al minimo. Ogni operatore può seguire le operazioni quotidiane. Non ci sono minacce imminenti in nessuna operazione eseguita.

### DEFCON 4
Allarme Verde: tempo di pace. Misure di sicurezza e dei Servizi Segreti aumentati. Ogni operatore può seguire le operazioni quotidiane. Non ci sono minacce imminenti in nessuna operazione eseguita.

### DEFCON 3
Allarme Giallo: tempo di guerra. Le forze armate sono portate a un livello di prontezza superiore rispetto a quello richiesto in condizioni normali. Le forze aeree devono essere pronte alla mobilitazione con un preavviso di 15 minuti.

### DEFCON 2
Allarme Rosso: tempo di guerra. Aumento di probabilità di una guerra nucleare.
Le forze armate devono essere in grado di essere schierate e di iniziare le operazioni di combattimento entro il tempo massimo di sei ore.
È previsto che il presidente degli Stati Uniti si rivolga alla nazione, annunciando un'imminente guerra.

### DEFCON 1
Allarme nero: tempo di guerra. Guerra nucleare imminente o già in corso. Le forze armate sono in stato di massima allerta e pronte per una risposta immediata a un attacco potenziale o già in corso. 

## Opere ispirate

### Cinema
- La crisi di Cuba è un avvenimento raccontato nel film Thirteen Days, i tredici giorni che fecero tremare il mondo.
- Wargames - Giochi di guerra (del 1983, di John Badham, con Matthew Broderick), un film di fantascienza in cui un ragazzo si introduce senza volerlo nel computer WOPR (War Operation Plan Response) "Risposta al Piano delle Operazioni di Guerra" del NORAD. Egli avvia un gioco strategico di guerra, facendo apparire sugli schermi della base un falso attacco sovietico, rischiando di instaurare un conflitto globale.
- The Day After - Il giorno dopo, un film del genere catastrofico, che nelle sequenze iniziali, mostra come si attiva il sistema di allarme DEFCON 1, fino ad arrivare al lancio reciproco di testate nucleari, con una catastrofe apocalittica.
- A prova di errore (Fail Safe) di Sidney Lumet del 1964 spiega molto chiaramente come da una situazione di pace si arrivi per una serie di concause in breve tempo a DEFCON 1 e alle tragiche conseguenze finali. Del film è stato fatto un remake nel 2000 sotto la regia di Stephen Frears.
- Al vertice della tensione (The Sum of All Fears) (del 2002 diretto da Phil Alden Robinson e interpretato da Ben Affleck e Morgan Freeman; tratto dal romanzo Paura senza limite del 1991, scritto da Tom Clancy). Nella trama del film e del romanzo si immagina una crisi fra le due superpotenze che porta allo stato di DEFCON 2, e all'inizio è mostrata una simulazione di DEFCON 1.

### Videogiochi
- Un gioco per PC dal nome DEFCON è stato prodotto dalla Introversion Software Limited nel 2006. Nel gioco si procede ad aumentare progressivamente il livello DEFCON. Quando DEFCON 1 è raggiunto, il gioco continua fino a che una certa percentuale dei missili nucleari a disposizione dei giocatori è stata lanciata o distrutta.
- Nel videogioco Act of War il DEFCON svolge il ruolo di innalzamento di livello, in quanto è necessario farlo salire di livello per avere accesso a tecnologie e mezzi più sofisticati e letali, per esempio i sili per missili ICBM.
- Nel videogioco Tom Clancy's Endwar, quando una squadra sta per perdere, raggiungerà DEFCON 1 e avrà accesso all'uso della WMD specifica della fazione. Tuttavia, l'uso di una WMD porterà il nemico a dichiarare a sua volta DEFCON 1 e a usare la sua WMD contro le truppe.
- Nel 1998 la Interactive Studios Ltd. lancia il gioco WarGames: Defcon 1 per PlayStation ispirato al film Wargames - Giochi di guerra di John Badham del 1983, nel quale il livello DEFCON gioca un ruolo fondamentale nell'andamento di ogni missione.
- Nel videogioco CounterSpy del 2014, il giocatore veste i panni di una spia durante la guerra fredda, costantemente alle prese con i livelli di allarme DEFCON nelle basi militari segrete.
- Def Con 5 del 1987 simula l'SDI con fasi di gioco diverse a seconda del DEFCON.

### Altro
- Designated Survivor, serie TV thriller politica statunitense che vede un Segretario della Casa salire alla carica di presidente come sopravvissuto designato dopo che il Campidoglio fu fatto esplodere facendo salire il livello di DEFCON al generale allora in carica.
- Nel gioco Twilight Struggle è presente un indicatore dello stato di DEFCON, che varia a seconda degli eventi in partita. Causare livello 1 di DEFCON porta alla fine della partita, con la sconfitta del giocatore scatenante l'evento che porta il DEFCON a livello 1, e quindi alla guerra nucleare.

## Altri stati d'allerta
Il DEFCON differisce dall'FPCON (Force Protection Condition) adottato anche al di fuori dagli Stati Uniti e dall'ambito militare. Gli stati di allarme FPCON, che hanno sostituito dal 2001 i THREATCON e sono suddivisi in FPCON NORMAL, ALPHA, BRAVO, CHARLIE e DELTA, stabiliscono il livello di misure di sicurezza da adottare per la difesa delle installazioni militari, particolarmente, in tempi recenti, in presenza di minacce di tipo terroristico. I DEFCON, invece, appartengono alla specifica terminologia militare statunitense e determinano l'ammontare di forze militari da schierare in funzione della probabilità di attacco contro la popolazione civile metropolitana americana.